# نوبوهیکو هیگاشیکونی
نوبوهیکو هیگاشیکونی (به ژاپنی: 東久邇 信彦, Higashikuni Nobuhiko); ۱۰ مارس ۱۹۴۵ – ۲۰ مارس ۲۰۱۹) نخستین نوه هیروهیتو از دختر ارشدش هیگاشیکونی شیگه‌کو اهل ژاپن بود. او خواهرزاده امپراتور ژاپن آکی‌هیتو بود.